# Artem Fedetski
Artem Fedetskiy (ucraïnès:  Артем Андрійович Федецький) (Novovolinsk, RSS d'Ucraïna, 26 d'abril de 1985) és un futbolista ucraïnès que juga com a lateral dret del FC Dniprò en la Lliga Premier d'Ucraïna. La temporada 2008-09, va jugar en el FC Xakhtar Donetsk, després d'haver arribat al Shakhtar en la temporada d'estiu de 2008, amb la transferència del FC Kharkiv.

## Honors
Després de jugar un partit a casa el diumenge 17 d'agost de 2008, en contra dels seus rivals Metalist Kharkiv en el qual Xakhtar va quedar 2-2, Fedetskiy va ser nomenat per la UA-Football com el millor migcampista dret de la cinquena ronda en la Lliga Premier d'Ucraïna.
Ell també va marcar un gol davant el Galatasaray SK Karpaty i després que va arribar a la Fase de Grups de la UEFA Europa League.